# Miss Universe Slovenije 2014
Miss Universe Slovenije 2014 je bilo lepotno tekmovanje, ki je potekalo 19. oktobra 2014 v Grand Hotelu Union v Ljubljani. 
Vodila ga je piarovka, soorganizatorka tekmovanja in TV voditeljica Kaly Kolonič. Posnetek izbora je prenašal POP BRIO. Tekmovalke so se pokazale v poslovnih oblačilih, kopalkah in večernih oblekah. Miss fotogeničnosti so izbrali uporabniki Facebooka, miss simpatičnosti pa tekmovalke. 

## Uvrstitve in nagrade
- zmagovalka Urška Bračko, 20 let, Maribor, 20 tisoč evrov za študij na Zagrebški šoli ekonomije in managementa (ZSEM).
- 1. spremljevalka Dijana Purić, 23 let, Ljubljana
- 2. spremljevalka Gabriela Lozančič, 19 let, Kamnik
- miss fotogeničnosti Tjaša Cerovšek, 22 let, Laško
- miss simpatičnosti Urška Novak, 22 let, Maribor

## Glasbeni gostje
Nastopili so Čuki, Samuel Lucas in Maria Masle.

## Miss Universe
Zmagovalka je na svetovni izbor v Miamiju  s sabo odnesla večerne obleke in nacinalno obleko Urške Drofenik ter čevlje Baldinini. Na dobrodelno dražbo je dala polnilec za iPhone Steklarne Rogaška in porcelanasto skulpturo, dar ljubljanskega župana Zorana Jankovića.